# Општина Афумаци (Илфов)
Афумаци (рум. Afumaţi) општина је у Румунији у округу Илфов.
Oпштина се налази на надморској висини од 79 m.